# Sony Ericsson K850
Sony Ericsson K850i, interní název Sofia, byl jeden z modelů mobilních telefonů firmy Sony Ericsson. Jeho první představení bylo 15. června 2007. Tímto modelem firma Sony Ericsson ukončila ediční řadu „K“. Má jako jediný z řady „K“ fotoaparát (Cyber-shot™) o rozlišení 5Mpix, větší displej 2,2" s rozměry 34 × 45 mm oproti předchozím 2" 31 × 42 mm a pohybový senzor (gravitační čip, akcelerometr, G-senzor).
Je nástupcem modelů K750i /K790i / K800i / K810i /K770i – vše Cyber-shot™.

## Změny oproti předchozím modelům
1. Platforma A200
2. Větší displej s rozměry 34 × 45 mm oproti předchozím 31 × 42 mm
3. Akcelerometr – využívá se pro automatické natočení fotografií v režimu fotoaparátu (takto uložené fotografie jsou automatiky situovány na výšku nebo na šířku) a při zobrazení displeje v nabídce multimédií
4. Nová nabídka pro multimediální funkce, nový styl galerie obrázků i přehrávače hudby
5. Nové funkce a inovovaná grafika prostředí fotoaparátu
6. Menší inovace v adresáři a v editoru zpráv
7. Video s lepším rozlišením – QVGA 320x240 pixelů při třiceti snímcích za sekundu, formát MP4 (model K800i měl rozlišení QCIF 176x144 pixelů při patnácti snímcích za sekundu, formát 3GP)
8. Xenonový blesk je doplněn o tři mikro LED diody, užívané jako svítilna, osvětlení před samotným užitím blesku, či při přisvícení videa
9. Fotoaparát s 5MPx rozlišením, speciální tlačítko které automaticky otevře krytku fotoaparátu
10. Novější verze vestavěného internetového prohlížeče Access NetFront™
11. Podpora datových přenosů GPRS, EDGE, UMTS i HSDPA
12. Slot pro paměťové karty Memory Stick Micro (M2), kompatibilní s MicroSD. Pozn. – Zatímco originální paměťová karta pro tento telefon typu Memory Stick Micro (M2) se zasouvá stranou s kontaktními drážkami směrem od baterie, tak paměťová karta typu MicroSD se zasouvá opačně, stranou s kontaktními drážkami směrem k baterii.
13. Tři senzorová tlačítka umístěná těsně pod displejem
14. Podpora Flash menu pozn. jako jediný toto uměl i K770i na platformě A100

## Barevné variace
- Černá se stříbrnými boky a modrým proužkem – Velvet Blue
- Černá se zeleným pruhem – Luminous Green
- Černá se stříbrným pruhem – Quicksilver black

## Vzhled, Konstrukce a tlačítka
Na první pohled tento telefon zaujme svým netradičním vzhledem, ať už přední částí s nezvyklou alfanumerickou klávesnicí a čtyř směrným tlačítkem, ve tvaru obdélníku nahrazujícím joystick, který obklopuje tlačítko „2“ a „5“, tak i zadní částí, připomínající spíše digitální fotoaparát. Konstrukce je velmi masivní, pevná, kompletně z plastů. Kupříkladu T700i je o polovinu tenčí. Přední i zadní strana je v lesklém provedení. Displej i objektiv je vyroben z minerálního skla, odolného vůči poškrábání.Ubylo tradiční tlačítko „zpět“ a na místo toho přibyli tři dotykové senzory, umístěné těsně pod displejem, takže to působí dojmem dotykového displeje.

### Levá strana telefonu
Levá strana neobsahuje žádné prvky ani tlačítka (u novějších modelů je zde situován komunikační port, pro přenos dat, připojení handsfree a nabíjení)

### Pravá strana telefonu
Na pravé straně je v horní části ovládání hlasitosti, buďto hovoru nebo přehrávaná hudby. Při stisku těchto kláves v pohotovostním režimu, se zobrazí aktuální stav a informace o telefonu jako: profil, model, stav paměti telefonu a paměťové karty, stav baterie atd. A při stisknutí v pohotovostním režimu při zhaslém displeji se zobrazí na světlém pozadí tmavě aktuální čas a informační ikony o přijaté nepřečtené SMS, MMS, zmeškaném hovoru atd.

Dole jsou umístěna tlačítka pro ovládání fotoaparátu a kamery.

Je zde tlačítko pro rychlou aktivaci fotoaparátu (otevře automatickou krytku čočky a aktivuje fotoaparát či kameru, toto tlačítko funguje pouze v pohotovostním režimu.Pokud je spuštěna jakákoli aplikace či zobrazeno menu atd., je tlačítko neaktivní.)

Dále je zde tlačítko spouště fotoaparátu či kamery. Toto tlačítko má dvě polohy – lehké stisknutí zaostří, a plné stisknutí aktivuje spoušť a uloží snímek.

Poslední tlačítko slouží jako přepínač mezi režimy – Fotoaparát, Kamera a Prohlížení fotografií či videozáznamů, v režimu fotoaparát.

### Horní strana telefonu
Horní strana obsahuje pouze jedno tlačítko pro vypnutí/zapnutí telefonu. Pro okamžité vypnutí je třeba „dlouhý stisk“, déle než dvě sekundy.

Při „krátkém stisku“, se zobrazí menu s nabídkou – Vypnout telefon, Zapnout tichý režim, Zámek klávesnice nebo Přepnout profil.

### Spodní strana telefonu
Vespod je vlevo umístěn mikrofon, uprostřed komunikační port, pro přenos dat, připojení handsfree a nabíjení, vpravo očko pro připojení koženého poutka, standardně dodávaného v balení spolu s telefonem.

Dále je zde krytka otvoru pro zasunutí baterie, SIM karty a paměťové karty. Jelikož se baterie zasouvá, a ne vkládá jako u jiných telefonů, není štítek telefonu přilepen, ale je zasunut pod baterií. Toto uspořádání umožňuje vyjmutí SIM karty i paměťové karty za „běhu“ telefonu. (nedoporučuje se)

### Přední strana telefonu
Zcela nahoře je vlevo umístěno čidlo světla, které automaticky zesvětluje/ztmavuje displej v závislosti na světelných podmínkách,ve kterých se telefon aktuálně nachází. Vedle jsou otvory reproduktoru používaného pro běžné volání a zcela vpravo pak kamera pro 3G video hovory.

Hlavní dominantu přední strany tvoří 2.2 palcový, TFT displej, s rozlišením 240 × 320 pix a barevnou hloubkou 262 tisíc barev.

Těsně pod ním jsou umístěny tři dotykové senzory, s možností vlastního definování obou krajních, střední je nastaven defaultně výrobcem na hodnotu „Nabídka“.

Ve spodní části je umístěna alfanumerická klávesnice s netradiční výběrovou klávesou, nahrazující joystick.Dále pak tlačítka pro přijetí/ukončení hovoru, tlačítko „C“ pro rychlé odstraňování různých souborů a napsaných znaků např. v SMS a tlačítko „rychlé volby“, kde se zobrazují právě spuštěné aplikace, nové události, vlastní zkratky (lze přidat jakoukoli položku menu) a rychlý přístup na internet zadáním adresy nebo vybráním ze záložek.

Klávesnice se uzamkne stisknutím tlačítka „hvězdička“, a následným stisknutím tlačítka pravého dotykového senzoru, nad kterým se objeví nápis „zamk.“. Klávesnici odemkneme stejným postupem. Lze také v menu nastavení nastavit automatický zámek kláves.

### Zadní strana telefonu
Zadní strana díky zmiňovanému uložení baterie ve spodní části, připomíná spíše plnohodnotný fotoaparát, než telefon.

Hlavní dominantu tvoří samotný objektiv fotoaparátu v chromované obroučce, umístěný takřka uprostřed.

Nalevo je umístěn blesk se xenonovou výbojkou, pod ním světelné čidlo pro automatický režim blesku a tři mikro LED diody, užívané jako svítilna, osvětlení před samotným užitím blesku, či při přisvícení videa.

Napravo je honosný nápis Cyber-shot™ 5,0 megapixels, pod ním otvor pro reproduktor (mono), užívaný při poslechu hudby nebo hlasitém poslechu hovoru a pod ním znak a logo firmy Sony Ericsson.

Za zmínku ještě stojí dva výstupky v pravé části, zabraňující přímému kontaktu s plochou podložky a zadní částí telefonu, a jejímu následnému poškrábání.Dále pak je v levé části výstupek z měkké gumy, rovněž zabraňující přímému kontaktu s plochou podložky a zadní částí telefonu, a jejímu následnému poškrábání, ale i posunu telefonu po kluzkém povrchu, např. lakovaná deska stolu.

## Display a funkce

### Základní zobrazení
V základním zobrazení je na displeji standardně zobrazováno:
- Nahoře

1. Síla signálu
2. Číslo zvolené linky(1 nebo 2, v nastavení lze pojmenovat)
3. Mezi těmito symboly se zobrazují informace o aktuálním dění – např.Přijatá SMS nebo stav odesílání SMS
4. Aktuální stav baterie – kapacita či stav nabíjení
5. Název sítě operátora

- Uprostřed

1. Tapeta – lze nastavit běžné formáty jako JPG ale i GIF a SWF. Také lze použít aplikaci např. Walk Mate.

- Dole

1. Levé výběrové tlačítko – volně definovatelné uživatelem
2. Střední výběrové tlačítko „Nabídka“ – pevně nastavené výrobcem
3. Pravé výběrové tlačítko – volně definovatelné uživatelem
4. Nad těmito tlačítky je vlevo zobrazován čas(lze zobrazit i velký formát – viz obr.)a vpravo pak datum.Samozřejmostí je, že lze nastavit formát data i času.

### Funkce
BestPic™ – po stisknutí spouště fotoaparátu zachytí devět snímků, ze kterých je pak možno vybrat ten nejlepší. V nabídce je možné vybrat dva režimy snímání Rychle/Pomalu.

Photo fix – při prohlížení fotografií, je možné touto funkcí upravit na dané fotografii vyvážení světla, jasu a kontrastu v jediném úkonu.Zvýší se jas tmavých oblastí, aniž by se přesvětlily jasné oblasti.

PictBridge™ – pomocí této funkce je možné tisknout fotografie přímo z telefonu na kompatibilních zařízeních. Připojením přes kabel USB rovnou do tiskárny ,bez použití počítače.

### Menu
V menu je 12 ikon – mřížka 3x4 položky

V menu se můžeme pohybovat buďto navigačním tlačítkem, nebo zrychlenou volbou – klávesami 0–9, hvězdička a křížek, přičemž klávesy odpovídají grafickému zobrazení menu – tedy klávesa „1“, je zkratkou pro Play Now™, „2“ pro internet, hvězdička pro hovory atd.

#### Play Now™
Tato položka slouží k přímému internetovému připojení k webu Sony Ericsson a následnému stažení hudebního obsahu.

#### Internet
Spuštění vestavěného internetového prohlížeče Access NetFront™ (lze použít i jiný, spustitelný v menu aplikací např. Opera mini) a zobrazení libovolného obsahu.
Podporuje 3,5 G vysokorychlostním internet – 3.6Mbit rychlost stahování, 384kbit rychlost odesílání dat

#### Zábava
Obsahuje další volby:
1. Hry – 3D Java hry, díky akcelerometru lze použít i „pohybové hry“
2. TrackID™ – Prostřednictvím interního webu, lze získat název skladeb
3. VideoDJ™ – Jednoduchá úprava Vámi natočeného videa
4. PhotoDJ™ – Jednoduchá úprava Vámi nafocených snímků
5. MusicDJ™ – Vytváření vlastních vyzváněcích melodií díky vestavěným MiDi smyčkám
6. Dálkové ovládání – Pomocí funkce BlueTooth™ lze ovládat jiná zařízení např. PC, originální autíčko Sony Ericsson atd.
7. Záznam zvuku – Klasický záznamník hlasu, ukládá ve formátu AMR
8. Prohlídka – Promo video s ukázkami funkcí telefonu

#### Fotoaparát (Cyber-shot™)
- Pro funkci focení nabízí rozlišení 5.04mpx tedy 2592 x 1944 pix, 16,7 miliónů barev (24 Bitů na Pixel), 16x digitální zoom, autofokus, formát JPEG.

Za zmínku ještě stojí přednastavená, modře podsvícená tlačítka rychlé volby. Přičemž tlačítko alfanumerické klávesnice „3“ odpovídá volbě Režim snímání, tlačítko „6“ volbě Scény, tlačítko „9“ volbě Samospoušť a tlačítko „mřížka“ volbě Blesk.

Od výrobce je nainstalována aplikace Face Warp, která umožňuje různé deformace obličeje, vyfocené touto aplikací.

Možnosti nastavení :
1. Režim snímání – Normální, BestPic™, Panorama, Rámečky.
2. Scény – Automaticky, Krajina v šeru, Portrét v šeru, Krajina, Portrét, Pláž nebo sníh, Sport, Dokument.
3. Velikost obrázku – 5mpx, 3mpx, 1mpx, VGA pro MMS.
4. Zaostření – Automaticky, Makro, Nekonečno
5. Blesk(Xenonový) – Automaticky, Redukce červených očí.
6. Samospoušť – Zapnuto, Vypnuto.
7. Světelná citlivost ISO – Automaticky, 100, 200,400.
8. Měření expozice – Normální, Podle středu.
9. Vyvážení bílé barvy – Automaticky, Denní světlo, Oblačno, Zářivka, Žárovka.
10. Efekty – Černobílý, Negativ, Sépia, Solarizace.

Další možnosti nastavení:
1. Kvalita obrázku – Vysoká, Normální.
2. Světlo ostření – Automaticky, Vypnuto.
3. BestPic™ – Rychle, Pomalu.
4. Náhled – Zapnuto, Vypnuto.
5. Stabilizátor – Zapnuto, Vypnuto.
6. Místo uložení – Paměťová karta, Paměť telefonu.
7. Automatické otočení – Zapnuto, Vypnuto.
8. Zvuk závěrky – Zvuk 1, 2, 3, 4, Vypnuto.
9. Obnovení nastavení (Factory reset).
10. Vynulovat čítač fotografií.

- Pro funkci nahrávání videa nabízí rozlišení QVGA 320x240 pixelů při třiceti snímcích za sekundu, formát MP4 – zvukový kodek AAC.

Možnosti nastavení :
1. Délka záznamu – Normální – dle místa na paměťové kartě popř. paměti telefonu, Pro zprávy MMS.
2. Přisvětlení
3. Noční režim
4. Samospoušť
5. Mikrofon – Zapnut, Vypnut.
6. Měření expozice – Normální, Podle středu.
7. Vyvážení bílé barvy – Automaticky, Denní světlo, Oblačno, Zářivka, Žárovka.
8. Efekty – Černobílý, Negativ, Sépia, Solarizace.

Další možnosti nastavení:
1. Stabilizátor – Zapnuto, Vypnuto.
2. Náhled – Zapnuto, Vypnuto.
3. Místo uložení – Paměťová karta, Paměť telefonu.
4. Obnovení nastavení (Factory reset).
5. Vynulovat čítač videí.

Nahraná videa či fotografie lze ihned upravovat v programech PhotoDJ™ a VideoDJ™, nebo odeslat jako MMS a do blogu.

#### Zprávy
Výchozí volba při stisknutí tlačítka „Nabídka“, v této položce lze číst, psát a ukládat SMS zprávy na sim kartu, pracovat s emaily,
volat hlasovou schránku a nastavit odběr RSS kanálů.

#### Média
- Prohlížeč fotografií

Zde se může uživatel připojit k webu Sony Ericsson pro stažení obrázků, nebo prohlížet fotografie uložené v telefonu, či na paměťové kartě.
Fotografie se dají různě třídit – dle data, značek atd.
K prohlížení slouží též Slide show, ve kterém si může k prohlížení připojit i zvukovou stopu. Výběr je z pěti melodií – Tichá, Smutná, Romantická, Šťastná, Energická.Samozřejmostí je funkce automatické otočení.
- Přehrávač hudby

Slušně vybavený hudební přehrávač nabízí uživateli rovněž připojení k webu Sony Ericsson pro stažení hudby, nebo přehrávání skladeb uložených v telefonu, či na paměťové kartě.Skladby se dají rovněž různě třídit – dle data, interpreta, alba, seznamů skladeb atd.
Umožňuje též přehrávat zvukové knihy a kanály Podcast.

Při samotném přehrávání skladeb, je plně podporován systém ID3 tagů.

Dále je zde nastavení přehrávání – náhodně a opakovat, ekvalizér a rozšířené stereo (sorround).

Při samotném přehrávání je možné přehrávač minimalizovat, a telefon používat k jiným úkonům za poslechu hudby.

Pro přehrávání podporuje tyto formáty: AAC, M4A, MP3, MP4, WAV, WMA,
- Přehrávač videa

Taktéž je zde možnost připojení k webu Sony Ericsson pro stažení videí, a umožňuje též přehrávat kanály Podcast.

Možnosti při přehrávání jsou : velikost videa (okno nebo celá obrazovka), odeslat, uložit obrázek, režim přehrávání, a informace o videu.
- Nastavení

Automatické otočení – díky vestavěnému akcelerometru, se jednotlivé přehrávače a prohlížeče překlápějí podle otočení telefonu.

Aktualizace médií – slouží k znovu načtení a obnovení souborů.

#### Budíky
V nabídce je pět nezávislých časů buzení, a ke každému zvlášť lze přidat vyzváněcí melodii a opakování na každý den v týdnu.Při buzení lze vybrat možnost „Umlčet“, tím se odloží buzení o jednu minutu, nebo vypnout.

#### Kontakty
Seznam všech kontaktů a jejich správa.

Lze nastavit jako výchozí kontakty záznam v telefonu nebo na SIM kartě.Dále lze nastavit rychlé vytáčení, skupiny, speciální čísla atd.

K jednotlivým kontaktům lze přidat záznamy – Jméno, 6 čísel včetně faxu, E-mail, Webová adresa, Obrázek, Vyzvánění, Hlasový příkaz, Titul, Společnost, ulice, Město, Okres, PSČ, Země, Poznámka a Narozeniny.

#### Rádio
Tento model ještě nemá vestavěnou FM anténu, takže k poslechu rádia je stále nutností mít zapojený HeadSet, ten slouží jako anténa.Po připojení sluchátek se zobrazí stereofonní přehrávač rádia s funkcí RDS.
Zde je také aktivní funkce TrackID™, takže při poslechu jakékoli skladby můžeme tuto funkci využít, a zjistit tak název skladby, když zrovna daná stanice nepodporuje tuto službu v systému RDS.Další možnosti jsou – automatické uložení stanic, paměť na dvacet stanic, hlasitý poslech atd.

#### Hovory
Zde najdeme výpis hovorů, který je roztříděn do skupin – Všechny hovory, Přijaté hovory, Odchozí hovory a Zmeškané hovory.Také lze odtud zahájit video hovor, upravit před voláním či odeslat zprávu.

Tato položka menu se dá též vyvolat v pohotovostním režimu stisknutím tlačítka pro uskutečnění hovoru.

#### Organizátor
Do této nabídky byla přesunuta položka Správce souborů, která bývala u předchozích modelů přístupná z Hlavního menu.
- Správce souborů

Slouží k odstranění, kopírování, tisknutí, opravení, nastavení a odesílání veškerých souborů, ale i funkce PhotoDJ™ a VideoDJ™ Je zde výběr ze tří možností zobrazení – Všechny soubory, Na paměťové kartě a V telefonu. Též můžeme zobrazit informace o souborech a o využití paměti, jak v telefonu, tak na paměťové kartě.
- Aplikace

Zobrazení a možnost spuštění jednotlivých Java aplikací, nainstalovaných buďto v paměti telefonu, nebo na kartě. Samozřejmostí jsou možnosti – Přesouvání aplikací, Zobrazení oprávnění, Nastavení pro internet a jejich odstranění.
- Videohovor

Zde je výběr mezi standardní kamerou pro video hovory umístěnou na přední části telefonu, nebo hlavní kamerou pro fotografování umístěnou vzadu. Také je možnost sdílení videí uložených v telefonu a na kartě.
- Kalendář

Klasický kalendář s možností přidání události s upozorněním. Zobrazovat lze celý měsíc nebo jen týden, s časovou osou. Pohybovat se lze přeskakováním pomocí alfanumerické klávesnice po dni, týdnu, měsíci a roce.
- Úkoly

Na výběr je ze dvou přidání – Úkol a Volání. K úkolu lze nastavit předmět, datum a čas upozornění. K volání pak telefonní číslo, datum a čas upozornění.
- Poznámky

Slouží k ukládání textových záznamů – poznámek. Lze uložit až 50 poznámek. Dále je tu možnost – Zobrazit v pohotovostním režimu, takto nastavená poznámka se zobrazuje na displeji místo tapety. Samozřejmostí je odeslání poznámky jako zprávu SMS, MMS, E-mail nebo pomocí BlueTooth™.
- Synchronizace

Slouží k synchronizaci obsahu telefonu s internetovým serverem pomocí Exchange ActiveSync, je třeba mít založen účet.
- Časovač

Po nastavení času, se spustí jeho následné odpočítávání, a při dosažení nulové hodnoty, se ozve upozorňovací zvuk.
- Stopky

Klasické digitální stopky s možností až devíti mezičasů.
- Světlo

Využívá tří mikro LED diod na zadní straně telefonu, primárně určených k osvětlování při fotografování, nebo k přisvětlení videa.

Na výběr je ze tří možností:
1. Zapnout na jednu minutu – po minutě se automaticky vypne
2. Zapnuto – svítí trvale, dokud jej manuálně nevypneme
3. SOS – bliká v režimu Morseovy abecedy S.O.S. (save our soul – spaste naše duše)

- Kalkulačka

K zadávání čísel lze použít standardní tlačítka 0–9 a hvězdičku jako desetinnou čárku. K možnostem patří ukládání do paměti, následné vyvolání a změna hodnoty plus nebo minus.
- Paměť kódů

K přístupu do této položky je nutné nastavit, a následně zadat přístupový kód a kontrolní slovo.

Slouží k uložení až deseti různých kódů, pinů atd. Výhoda spočívá v tom, že stačí si zapamatovat jeden kód. 

Ochrana této služby je vymyšlena tak, že při zadání přístupového kódu se zobrazí kontrolní slovo. Pokud zadáme správný přístupový kód, zobrazí se příslušné kontrolní slovo, aplikace se otevře a veškerá data jsou zobrazena v pořádku. Pokud ovšem zadáme nesprávný přístupový kód, zobrazí se nesprávné kontrolní slovo (to ovšem nepovolaný návštěvník netuší) a do aplikace je rovněž umožněn přístup, leč uložené kódy jsou automaticky změněny na náhodná čísla, a tím je zabráněno zneužití. Ovšem nepovolaný návštěvník si myslí, že je vše jak má být.

#### Nastavení
Nejobsáhlejší položka menu. Slouží ke kompletnímu nastavení telefonu.

Nabízí pět kategorií nastavení.
- Všeobecné

1. Profily – na výběr je ze sedmi profilů, které se dají upravovat: Normální, Schůze, Ve vozidle, Venku, Handsfree, Doma a Kancelář.
2. Čas a datum – nastavuje se čas, datum, vlastní časové pásmo a automatická časová pásma.
3. Jazyk – lze nastavit jazyk telefonu a jazyk psaní, v závislosti na instalovaných jazycích.
4. Aktualizační služba – vyhledá na serveru nejnovější aktualizaci pro telefon – tento model ještě nemá vestavěnou WI-FI anténu, takže se telefon musí připojit pomocí WAP nebo GPRS přes operátora, což při stažení nového software vyjde pěkně draho, je tedy lépe využít aktualizačního software a připojení přes počítač, a následným připojením přes USB kabel aktualizace nainstalovat.Poskytuje též informaci o nainstalovaném software v telefonu.
5. Ovládání hlasem – umožňuje vytáčení a přijímání hovoru hlasovými příkazy a přehrání příslušného hlasového záznamu při příchozím hovoru.
6. Nové události – výběr zobrazení různých připomenutí a událostí buďto v nabídce činností nebo v okně.
7. Zkratky – umožňuje nastavení vlastních klávesových zkratek pro stisknutí joysticku v pohotovostním režimu. Nastavit jde prakticky celé menu.
8. Režim letadlo – nabízí možnost zobrazení výzvy o přepnutí do režimu letadlo při zapnutí telefonu.
9. Zabezpečení – nastavit lze Automatický zámek kláves, Certifikáty a Zamčení karty SIM i telefonu.
10. Průvodce nastavením – provede Vás základním nastavením telefonu krok za krokem. Dále je tu možnost stažení nastavení ze serveru a též různé tipy a triky.
11. Stav telefonu – zobrazí aktuální stav a informace o telefonu jako: profil, model, stav paměti telefonu a paměťové karty, stav baterie atd.
12. Obnovení nastavení – výběr ze dvou obnovení: Obnovit nastavení, obnoví pouze uživatelské nastavení telefonu do továrního nastavení (factory reset). Obnovit vše, obnoví jak uživatelské nastavení, tak položky telefonního seznamu, zprávy, obrázky, hry atd. Pokud je vybrána tato možnost a uživatel nemá vytvořenou zálohu, ztratil prakticky všechna data.

- Zvuky a upozornění

1. Hlasitost vyzvánění – lze nastavit hlasitost 0–8
2. Vyzvánění – po vybrání jedné ze dvou linek, k nim můžeme nastavit melodii vyzvánění zvlášť pro klasický hovor nebo pro video vyzvánění.
3. Tichý režim – po aktivování vypne veškerá zvuková upozornění, lze aktivovat též stisknutím klávesy „mřížka“ u které je symbol tichého režimu (stisk musí být delší než jednu sekundu)
4. Zesilující vyzvánění – možnosti zapnuto nebo vypnuto.
5. Vibrační upozornění – možnosti zapnuto, vypnuto nebo aktivace vibrací při tichém režimu.
6. Upozornění na zprávy – umožňuje výběr zvukového upozornění na veškeré příchozí zprávy. V nabídce je osm zvuků včetně „bez zvuku“ a samozřejmostí je nastavení vlastní melodie.
7. Reakce tlačítka – nastavení ozvučení klávesnice a dotykových tlačítek. Pro klávesnice je na výběr mezi Tichým režimem, Cvaknutím a Tónem. K dotykovým tlačítkům lze ještě navíc přiřadit vibrační odezvu.

- Displej

1. Tapeta – umožňuje nastavení obrázku v pohotovostním režimu. Lze použít i aplikaci např. Walk Mate.
2. Schémata – výběr nastavení barevného schématu telefonu buďto z nainstalovaných v telefonu, nebo možnost přímého stažení ze serveru Sony Ericsson.
3. Úvodní obrazovka – zobrazí vybraný obrázek či videoklip při zapnutí telefonu.
4. Spořič obrazovky – lze nastavit obrázek či animaci jako spořič, a to ve formátech JPG, GIF SWF.
5. Velikost hodin – volba „Malé“, zobrazí hodiny v levém dolním rohu displeje, a volba „Velké“, zobrazí hodiny v dolní části displeje.
6. Jas – na výběr je od padesáti procent jasu až po sto procent.
7. Upravit názvy linek – možnost přejmenování názvů obou dostupných linek.

- Hovory

1. Rychlé vytáčení – slouží k přiřazení kontaktů k jednotlivým tlačítkům alfanumerické klávesnice. Lze použít tlačítka 1–9. Potom v pohotovostním režimu stačí pouze stisknout příslušné tlačítko 1–9 a tlačítko pro uskutečnění hovoru.
2. Chytré hledání – při zapnutí této funkce se při zadávání volaného čísla v pohotovostním režimu pod číslem zobrazuje seznam uložených kontaktů s odpovídajícími čísly nebo předvolbami.
3. Přesměrování – přesměrovat lze hlasové hovory a video hovory. Výběr je mezi oběma linkami, další možností je Zkontrolovat vše a Deaktivovat vše.
4. Přepnout na linku – výběr mezi linkami 1 a 2.
5. Ovládání hovorů – lze nastavit Čekající hovor, pokud zrovna hovoříme a jiný účastník se nám snaží dovolat, jsme upozorněni na druhý příchozí hovor. Dále se dají nastavit povolené hovory – buďto Všichni volající, Pouze ze seznamu nebo Žádné, a ještě omezení hovorů např. mezinárodní hovory.
6. Doba a cena hovoru – zde je Měřič hovorů, Cena hovoru, Čítač zpráv a Čítač dat.
7. Zobrazit/skrýt číslo – umožňuje zobrazení či nezobrazení našeho čísla volanému účastníkovi.
8. Handsfree – nastavení Handsfree, příjem hovoru v tomto režimu a správa existujících zařízení BlueTooth™, nebo jejich přidání.

- Připojení

1. BlueTooth™ – nastavení bezdrátového spojení, s různými zařízeními jako Handsfree, Počítač, jiný telefon atd. Umožňuje také správu jednotlivých zařízení, ale i různá nastavení jako Viditelnost, Šetření energie atd.
2. USB – poskytuje informaci o aktuálním režimu USB, pokud je právě připojeno,. Dále umožňuje nastavení sítě USB, a nastavení výchozího režimu USB při připojení kabelu, na výběr je buďto – manuálně vybrat, nebo automaticky vybrat :
  1. Zobrazit nabídku při připojení
  2. Režim telefonu (vhodné pro správu telefonu v programu My Phone Explorer či Sony Ericsson PC Suite)
  3. Přenos médií (přenos do počítače přes aplikaci MTP)
  4. Tisk (umožní přímí tisk obrázků přes kabel usb při jejich prohlížení)
  5. Velkokapacitní přenos médií (Mass Storage, vhodný pro zobrazení a přenos médií např. v průzkumníku či Total Commanderu)
3. Název telefonu – nastavení názvu telefonu pro zobrazení při připojení kabelem USB, či pomocí funkce BlueTooth™.
4. Sdílení v síti – nastavení jména, hesla a pracovní skupiny pro sdílení v síti.
5. Synchronizace – slouží k synchronizaci dat se serverem, opět je nutné mít vytvořený účet.
6. Správa zařízení – spustí správu zařízení, možné též zobrazit nebo upravit nastavení účtu pro správu zařízení, opět je nutné mít vytvořený účet.
7. Mobilní sítě – umožňuje vyhledat a vybrat síť, nastavit režim hledání, Automaticky nebo Ručně, nastavit preferované sítě a vybrat mezi sítěmi GSM/3G nebo pouze GSM.
8. Nastavení internetu – výběr připojení k internetu v závislosti na službách daného operátora, a jeho následné nastavení.
9. Nastavení datového toku – nastavení totožné s Nastavením internetu, slouží k nastavení přenosu dat.
10. Příslušenství – nastavení aktuálně připojených zařízení k telefonu, např. handsfree.

#### Servisní (skrytá) menu

##### Menu Služba
Obsah tohoto menu : 

- Informace o službě

1. Informace o modelu – zobrazí název modelu telefonu
2. Informace o softwaru – zobrazí verze všech použitých softwarů, Hlavního , LCD displeje, Fotoaparátu, ITP, Java atd.
3. Zámek karty SIM
4. Konfigurace – zobrazí IMEI a konfiguraci sítě

- Nastavení služby

1. Nabíjení – výběr zapnutí/vypnutí nabíjení během připojení pomocí kabelu USB
2. Režim vývojáře Java – možnost zapnutí/vypnutí. Slouží při připojení přes USB síť k ladění a debuggování Javy.

- Testy telefonu

1. Hlavní displej – provede test hlavního displeje zobrazením RGB proužků
2. Displej a osvětlení – spustí test hlavního displeje, podsvětlení klávesnice a modrého kroužku kolem objektivu fotoaparátu – vše bliká v intervalu 0,5 sekundy
3. Klávesnice – při stisku alfanumerických tlačítek a dotykových senzorů, se na displeji zobrazí nápis s příslušným názvem klávesy
4. Reproduktor – provede test reproduktoru spuštěním originálního vyzvánění Sony Ericsson. Je zde možnost regulace hlasitosti
5. Sluchátko – provede tentýž test v reproduktoru sluchátka
6. Mikrofon – spustí nahrávání v délce cca pěti sekund, a následně záznam přehraje v reproduktoru
7. Vibrační upozornění – při stisku jakékoli klávesy telefon čtyřikrát zavibruje
8. Fotoaparát – otevře krytku fotoaparátu, zobrazí stav snímání na displeji jako při fotografování, ale s tím rozdílem, že nejde fotit a ani nic jiného, pouze je aktivní možnost „zpět“
9. Videokamera – provede tentýž test kamerou pro video hovory
10. Kontrolka LED – spustí test tří LED diod soustavným rychlým blikáním
11. Rychloměr – test akcelerometru, zobrazuje informace o náklonu telefonu v hodnotách X: Y: Z:
12. Paměťová karta – zjistí, a zobrazí informaci zda je, či není vložena paměťová karta
13. Rádio FM – po připojení handsfree spustí rádio, jen základní režim s možností ručního zadání frekvence
14. Reálný čas – provede aktualizaci času, zřejmě přes operátora a napíše hlášení „reálný čas ok“
15. Doba hovorů celkem – zobrazí kompletní čas hovorů
16. Zabezpečení – provede test klíčů zařízení – SEMC, VIACCESS a MICROSOFT.

- Textové popisky

Vypíše na displej veškeré popisky (tlačítek, ikon, menu atd.), dále všechna hlášení, zprávy, nápovědy, dotazy, nápisy, sdělení, upozornění, varování, nadpisy atd,, která se zobrazují na displeji ve všech funkcích a režimech telefonu. Telefon nezobrazuje počet popisků, ale zřejmě jich bude několik tisíc.
- Vybít blesk

Vybije provozní kondenzátor blesku.

##### Menu Přizpůsobit
1. Síť – délka MNC
2. Část sítě – délka MNC
3. Poskytovatel – délka MNC
4. Podnik – délka MNC

Návod k zobrazení těchto menu je ZDE

## Software pro správu telefonu
- Originál software, dodávaný spolu s telefonem – Sony Ericsson PC Suite, slouží k běžným úkonům, jako jsou kopírování různých souborů, zálohování telefonu atd.
- Originál software, nedodávaný spolu s telefonem, dostupný na webu Sony Ericsson – SEUS II (Sony Ericsson Update Service), slouží ke kompletní aktualizaci celého softwaru (firmwaru), před použitím tohoto programu je vhodné zazálohovat veškerá data, protože po užití tohoto programu dojde k jejich ztrátě.
- Neoriginální software – My Phone Explorer, obdoba programu Sony Ericsson PC Suite s několika rozdílnými funkcemi.
- Neoriginální software – A2uploader, slouží k provedení úkonů, co se týče Změn vypínací a zapínací animace, Změn fontů, Změn funkce kontextových tlačítek, Změn layoutu úvodní obrazovky, Změn ikon v menu, Změn funkcí ikon v menu, Odstranění nepoužívaných podnabídek v menu, Odstranění výchozích aplikací, her, obrázků, schémat a vyzvánění, (De)customizace telefonů, Další úpravy, Změna driverů a Patchování.

## Podrobná specifikace
Podrobná specifikac – rychlý přehled ZDE[nedostupný zdroj]

Je zde několik nepřesností:
1. senzor okolního světla – ano
2. aktivní krytka – ano
3. chráněný objektiv – ano
4. zrcátko – ne
5. noční režim – ano, Nahrazeno Funkcí Krajina a Portrét v šeru
6. možnost změny velikosti písma – ne
7. videotelefonování – ano

## Obsah balení
1. Telefon – Sony Ericsson K850i
2. Baterie – Li-Pol, 930 mAh (BST-38)
3. Nabíječka – CST-75 do sítě 230 V s průchozím konektorem druhé generace (do konektoru od nabíječky zasunutém v telefonu, se dá zasunout konektor sluchátek, takže můžeme poslouchat hudbu,či používat handsfree i při nabíjení)
4. USB kabel – DCU-65 (Data Cable Usb), na obou stranách stíněný
5. Stereo handsfree – HPM-60, černá barva, náhradní molitanové krytky, sloužící též jako sluchátka
6. Paměťová karta – Memory Stick Micro™ (M2™) 512MB
7. CD s programem pro synchronizaci s PC – Sony Ericsson PC Suite s funkcí Media Manager
8. Kožený řemínek černé barvy, k zavěšení telefonu na zápěstí
9. Návod

## Podobné modely
- K790i (3,2 Mpix, Cyber-shot™)
- K800i (3,2 Mpix, Cyber-shot™)
- K810i (3,2 Mpix, Cyber-shot™)
- K770i (3,2 Mpix, Cyber-shot™)